# 迪伦·比比克
迪伦·比比克（英語：Dylan Bibic，2003年8月3日—），加拿大男子自行车运动员，2022年世界场地自行车锦标赛男子捕捉赛金牌得主、2023年世界场地自行车锦标赛男子淘汰赛银牌得主。